# روکو روبرت شین
روکو روبرت شین (انگلیسی: Rocco Robert Shein؛ زادهٔ ۱۴ ژوئیهٔ ۲۰۰۳) بازیکن فوتبال اهل استونی است.
وی همچنین در تیم‌های ملی فوتبال زیر ۱۷ سال استونی، زیر ۲۱ سال استونی، و استونی بازی کرده است.